# جواد كاظم حنتوش
جواد كاظم حنتوش مواليد 14 أكتوبر 1993، هو لاعب كرة قدم عراقي يلعب مع نادي الميناء كلاعب وسط.

## المسيرة الاحترافية

### أندية لعب لها
- نادي الحدود
- نادي الكرخ
- نادي دهوك
- نادي النفط
- نادي الميناء
- نادي الشرطة (العراق)

## روابط خارجية
- جواد كاظم حنتوش على موقع قاعدة بيانات كرة القدم.إي يو (الإنجليزية)
- جواد كاظم حنتوش على موقع Soccerway.com (الإنجليزية)